# Sun d'Or
Sun d'Or (in ebraico סאן דור‎?, anche scritto Sund'or) è una compagnia aerea Israeliana, con base all'aeroporto Ben Gurion di Tel Aviv. É una controllata di El Al, che ne usa il marchio principalmente per tratte stagionali o per voli charter, in maggioranza verso destinazioni europee. Tutti i suoi voli sono operati da El Al, poiché la licenza della Sun d'Or è stata sospesa nel 2011.

## Storia
La Sun d'Or fu fondata il 1º ottobre 1977 come El Al Charter Services Ltd., come sussidiaria di El Al, quando questa era completamente sotto il controllo dello stato israeliano. La compagnia aerea cambiò nome nel 1981 in Sun d’Or, e, poco dopo, Uriel Yashiv, il CEO della compagnia a quel tempo, decise di aggiungere la dicitura "International Airlines" al nome, creando quindi Sun d'Or International Airlines. Questa seconda parte non è generalmente usata in ebraico, perciò entrambi gli aerei della compagnia volano semplicemente con il nome "Sun d'Or - סאן דור".
Nel 1988 Sun d'Or aveva il suo ufficio principale presso la El Al House a Tel Aviv.
Dall'aprile 2001 Sun d'Or è cresciuta , diventando un player importante nel mercato israeliano dei voli charter. La compagnia operava voli turistici verso Israele per conto sia di operatori israeliani che europei. Nel gennaio 2005 diventò una azienda privata, a seguito della privatizzazione di El Al. La compagnia mantenne la licenza per il trasporto commerciale di passeggeri e merci su voli charter da e per Israele e ottenne il certificato di operatore aereo per utilizzare due aerei noleggiati (e completamente equipaggiati e mantenuti) da El Al.
Sun D’Or International Airlines rimase una sussidiaria completamente sotto il controllo di El Al, permettendo ai suoi passeggeri di trarre vantaggio da questa associazione. I benefici includevano la possibilità per i passeggeri di accumulare "miglia" di El Al anche con i voli Sun d'Or, e di avere tutti i piatti speciali per i pasti attraverso Tamam-Catering, un'altra sussidiaria di El-Al. El Al forniva inoltre servizio di terra, equipaggi e aerei per Sun d'Or. La compagnia introdusse inoltre un nuovo sito ed una nuova livrea per la propria flotta.
Nel marzo 2011, la Civil Aviation Authority israeliana (CAA) ha annunciato la sospensione della licenza operativa per Sun d'Or, avente effetto dal 1º aprile 2011. La CAA ha giustificato la sua decisione adducendo al mancato rispetto degli standard di gestione israeliani ed internazionali, principalmente per la mancanza di aerei ed equipaggi propri. Da quel momento, Sun d'Or non vola più con i propri aerei, ma utilizza quelli della compagnia madre El Al.
Nel maggio 2015, El Al ha confermato la trattativa per fondere Sun d'Or con il suo concorrente Israir Airlines. In cambio El Al avrebbe avuto accesso alla maggioranza di quote di Israir. Tuttavia, la fusione non è mai avvenuta.

## Flotta

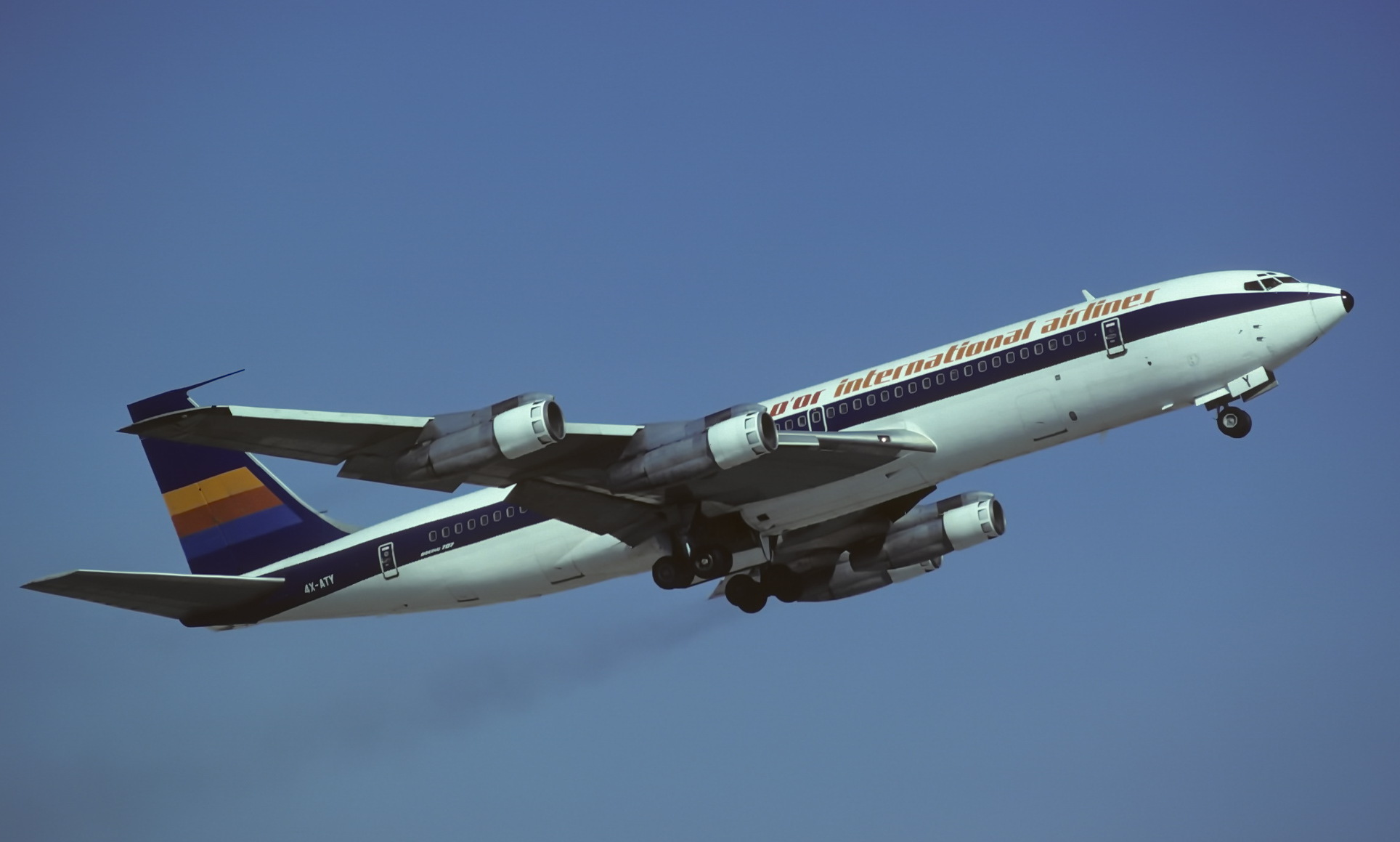
Un vecchio Boeing 707 della Sun d'Or nel 1984

### Flotta attuale
A dicembre 2022 la flotta di Sun d'Or è così composta:

### Flotta storica
Sun d'Or operava in precedenza con i seguenti aeromobili: